# James Whyte Black

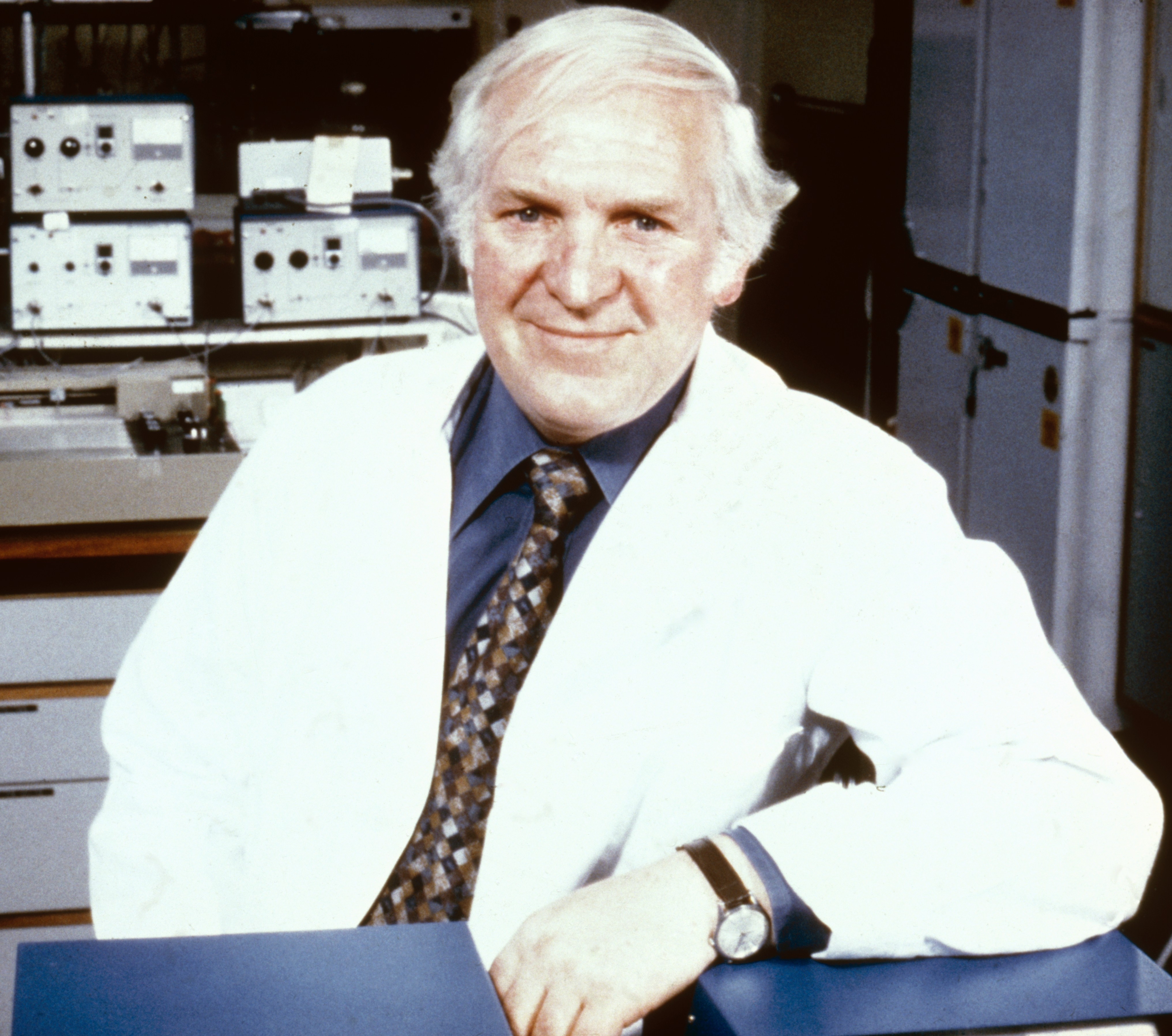
Sir James Black

Sir James Whyte Black (* 14. Juni 1924 in Uddingston, Lanarkshire, Schottland; † 21. März 2010 in London) war ein britischer Pharmakologe. Er ist maßgeblich für die Entwicklung der als Arzneimittel genutzten Betablocker und H2-Antihistaminika verantwortlich. Zudem leistete er wesentliche Beiträge zum Verständnis von Arzneimittelwirkungen auf molekularer Ebene. Zusammen mit George H. Hitchings und Gertrude B. Elion erhielt er 1988 den Nobelpreis für Physiologie oder Medizin für ihre Entdeckungen zu wichtigen biochemischen Prinzipien der Arzneimitteltherapie.

## Leben
James Black absolvierte ein Studium der Medizin an der schottischen University of St Andrews, welches er 1946 erfolgreich beendete. Trotz seines Abschlusses entschied er sich gegen eine medizinische Karriere. 1947 nahm er für drei Jahre eine Lehrtätigkeit in Singapur an. In den 1950ern arbeitete Black an der Veterinary School der University of Glasgow und baute dort eine physiologische Abteilung auf. Von 1958 bis 1964 arbeitete er als leitender Pharmakologe für ICI Pharmaceuticals in Macclesfield. 1964 wechselte er zu Smith Kline & French Laboratories, wo er bis 1973 blieb. 1973 wurde er zum Professor und Leiter der Abteilung für Pharmakologie des University College London berufen. Frustriert von den Finanzierungsproblemen an Universitäten nahm er 1978 eine leitende Position bei Wellcome Research Laboratories an. Nach Meinungsverschiedenheiten mit seinem unmittelbaren Vorgesetzten, dem Nobelpreisträger John Robert Vane, verließ er Wellcome 1984 und wurde zum Professor für analytische Pharmakologie am King’s College London berufen, wo er bis 1992 blieb. Von 1992 bis 2006 war er Kanzler der schottischen University of Dundee.
Im Fokus seiner wissenschaftlichen Tätigkeit standen die biogenen Amine und die Rezeptortheorie.
Mit der Erforschung der biogenen Amine, zu denen beispielsweise Adrenalin zählt, begann James Black bereits zu seiner Zeit in Glasgow, als er sich mit deren Wirkung auf das Herz-Kreislauf-System beschäftigte. Inspiriert durch die Beobachtung von Raymond Ahlquist, dass Adrenalin seine Effekte über mindestens zwei verschiedene Rezeptoren vermittelt, den α- und β-Adrenozeptoren, stellte sich James Black das Ziel, damals noch nicht existierende selektive Hemmstoffe für β-Adrenozeptoren zu entwickeln. In seiner Zeit bei ICI Pharmaceuticals entwickelte er den Prototyp der β-Rezeptorenblocker, die später als Betablocker Bekanntheit erreichten, das Pronethalol. Des Weiteren entwickelte er 1964 den ersten bis heute therapeutisch genutzten Betablocker, das Propranolol. Die Entdeckung dieser bei Bluthochdruck und Herzerkrankungen eingesetzten Wirkstoffklasse gilt als eine der größten Leistungen auf dem Gebiet der Pharmakologie des 20. Jahrhunderts.
Parallel dazu startete er ein neues Projekt über die Rolle des biogenen Amins Histamin bei der Magensäureproduktion. Als Ergebnis seiner Arbeit bei Smith Kline & French Laboratories entdeckte er die Histamin-H2-Rezeptoren und entwickelte 1972 das erste therapeutisch genutzte H2-Antihistaminikum, das Cimetidin. Cimetidin wurde zum umsatzstärksten Arzneimittel seiner Zeit.
Für seinen Beitrag zur Entdeckungen wichtiger biochemischen Prinzipien der Arzneimitteltherapie erhielt er zusammen mit George H. Hitchings und Gertrude B. Elion 1988 den Nobelpreis für Medizin und Physiologie. 1976 war er mit dem Albert Lasker Award for Clinical Medical Research ausgezeichnet worden, 1979 mit einem Gairdner Foundation International Award und dem InBev-Baillet Latour Health Prize. 1991 wurde er in die National Academy of Sciences gewählt.
Von der britischen Krone wurde er 1981 als Knight Bachelor („Sir“) geadelt und 2000 mit dem Order of Merit ausgezeichnet.